# Garcelles-Secqueville
Pour les articles homonymes, voir Secqueville.
Garcelles-Secqueville  est une ancienne commune française, située dans le département du Calvados en région Normandie, peuplée de 1 081 habitants. Le 1er janvier 2019, elle devient une commune déléguée du Castelet.

## Géographie
Commune située à moins de 11 km au sud de Caen.

## Toponymie
Garcelles est attesté sous la forme Garsala en 1070.
Secqueville est attesté sous les formes Siccavilla in Campania, Siccavilla in Oximensi pago, Segville la Campagne en 1675.

## Histoire
Le Livre de raison des Perrotte de Cairon signale qu'une "grande tempête" eut lieu autour de Caen le 15 mars 1519, provoquant l'incendie de la grange dîmière de Secqueville : "Grande tempête du 15 mars autour de Caen. « Le vendredy xvie jour de mars, l’an mil vc dix neuf avant Pasques, fust sy grand vent qu’il abatit maisons, rompit tours et principallement selle de Secqueville, aracha ourmes, poumiers et autre boys et fist dommage siens de cent livres en deux heures et abatit une liéson de la bergerye et se doit on donner de garde de feu par grans vent, car la grange dismeresse de Secqueville fust brulée et deux aultres maisons »". 
On trouve en 1777 un certain Guillaume de Garcelles et son fils qui firent don de l'église au patronage de l'abbaye aux Hommes de Caen.
Les recherches de Paul Tariel, maire honoraire de la commune, lui ont permis de remonter jusqu'en 1455 et de constater qu'à cette époque le domaine était partagé en deux fiefs appelés le « fief du haut » et le « fief du bas ». Il a pu retrouver le nom de certains seigneurs qui se succédèrent et qui détenaient en propriété la majeure partie des terres et des biens de la commune.
En 1614, les deux fiefs furent réunis en un fief de haubert. Se succédèrent en 1672 sur le domaine les familles de la Cour, chevalier et seigneur de Balleroy. En 1704, Jean-Joseph Gosselin, seigneur de Tourville, devient seigneur de Garcelles et fit construire vers les années 1721 le château qui existe actuellement. Celui-ci se réserva dans l'acte de vente d'une partie du domaine le droit exclusif pour lui et son épouse de porter le nom de Garcelles toute leur vie puis vendit le château à M. de Saint-Quentin.
Secqueville-la-Campagne est réunie à Garcelles en 1827, la commune ainsi créée prenant alors le nom de Garcelles-Secqueville.
Le 1er janvier 2019, elle fusionne avec Saint-Aignan-de-Cramesnil pour former la commune nouvelle du Castelet dont la création est instituée par un arrêté préfectoral du 24 septembre 2018.

## Politique et administration
| Période                                  | Période       | Identité                      | Étiquette | Qualité                         |
| ---------------------------------------- | ------------- | ----------------------------- | --------- | ------------------------------- |
| Les données manquantes sont à compléter. |               |                               |           |                                 |
| ca 1830                                  |               | N. Dufresne                   |           | Membre du conseil d'agriculture |
| Les données manquantes sont à compléter. |               |                               |           |                                 |
|                                          |               | Louis Doynel de Saint-Quentin |           |                                 |
| Les données manquantes sont à compléter. |               |                               |           |                                 |
| avant 1981                               | ?             | Paul Tariel                   | DVG       |                                 |
| 1994                                     | décembre 2018 | Didier Jeanne                 | SE        | Enseignant                      |
| Les données manquantes sont à compléter. |               |                               |           |                                 |

| Période      | Période  | Identité      | Étiquette | Qualité    |
| ------------ | -------- | ------------- | --------- | ---------- |
| janvier 2019 | mai 2020 | Didier Jeanne | SE        | Enseignant |
| mai 2020     | En cours | Céline Collet |           |            |

## Population et société

### Démographie
En 2021, la commune comptait 1 081 habitants. Depuis 2004, les enquêtes de recensement dans les communes de moins de 10 000 habitants ont lieu tous les cinq ans (en 2005, 2010, 2015, etc. pour Garcelles-Secqueville) et les chiffres de population municipale légale des autres années sont des estimations.
| 1793 | 1800 | 1806 | 1821 | 1831 | 1836 | 1841 | 1846 | 1851 |
| ---- | ---- | ---- | ---- | ---- | ---- | ---- | ---- | ---- |
| 264  | 239  | 272  | 255  | 377  | 379  | 378  | 385  | 373  |

| 1856 | 1861 | 1866 | 1872 | 1876 | 1881 | 1886 | 1891 | 1896 |
| ---- | ---- | ---- | ---- | ---- | ---- | ---- | ---- | ---- |
| 401  | 382  | 372  | 352  | 374  | 363  | 371  | 359  | 298  |

| 1901 | 1906 | 1911 | 1921 | 1926 | 1931 | 1936 | 1946 | 1954 |
| ---- | ---- | ---- | ---- | ---- | ---- | ---- | ---- | ---- |
| 289  | 290  | 274  | 326  | 293  | 316  | 267  | 181  | 261  |

| 1962 | 1968 | 1975 | 1982 | 1990 | 1999 | 2005 | 2010 | 2015 |
| ---- | ---- | ---- | ---- | ---- | ---- | ---- | ---- | ---- |
| 297  | 318  | 296  | 301  | 408  | 505  | 693  | 770  | 854  |

| 2018 | - | - | - | - | - | - | - | - |
| ---- | - | - | - | - | - | - | - | - |
| 944  | - | - | - | - | - | - | - | - |

## Culture locale et patrimoine

### Lieux et monuments
- Château de Garcelles dont le parc et les avenues y accédant est un site classé depuis 1942[12].

Construit en 1721, le château de style classique appartient au groupe de demeures bâties au XVIIIe siècle aux environs de Caen.
À la fin du XVIIe siècle, il était la possession de Louis de La Cour. À la fin du XVIIIe siècle, la terre de Garcelles entra dans la famille Doynel de Montécot. Le château fut entièrement restauré à la suite des dégâts subis en 1944.
- Église Saint-Martin (Garcelles). Au XVIe siècle, une flèche a été ajoutée à l'église du XIIe siècle. Détruite lors des combats de 1944, une nouvelle église consacrée en 1957 a été reconstruite.
- Vestiges de l'église Saint-Gerbold (Secqueville). Il reste la base du clocher de l'église de l'ancienne commune de Secqueville-la-Campagne fusionnée avec celle de Garcelles en 1827.
- Golf de Caen-Garcelles[14].

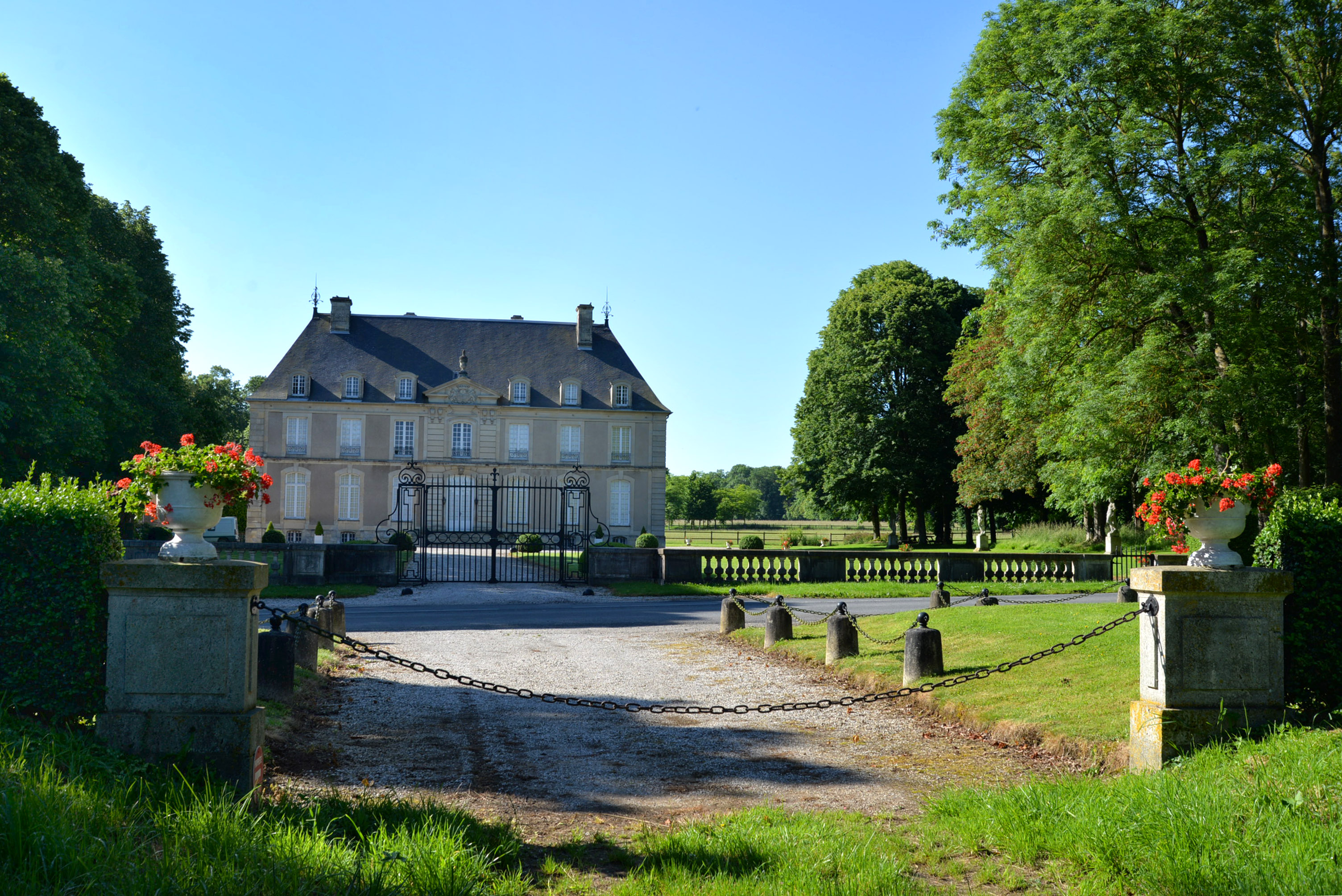
Le château de Garcelles.
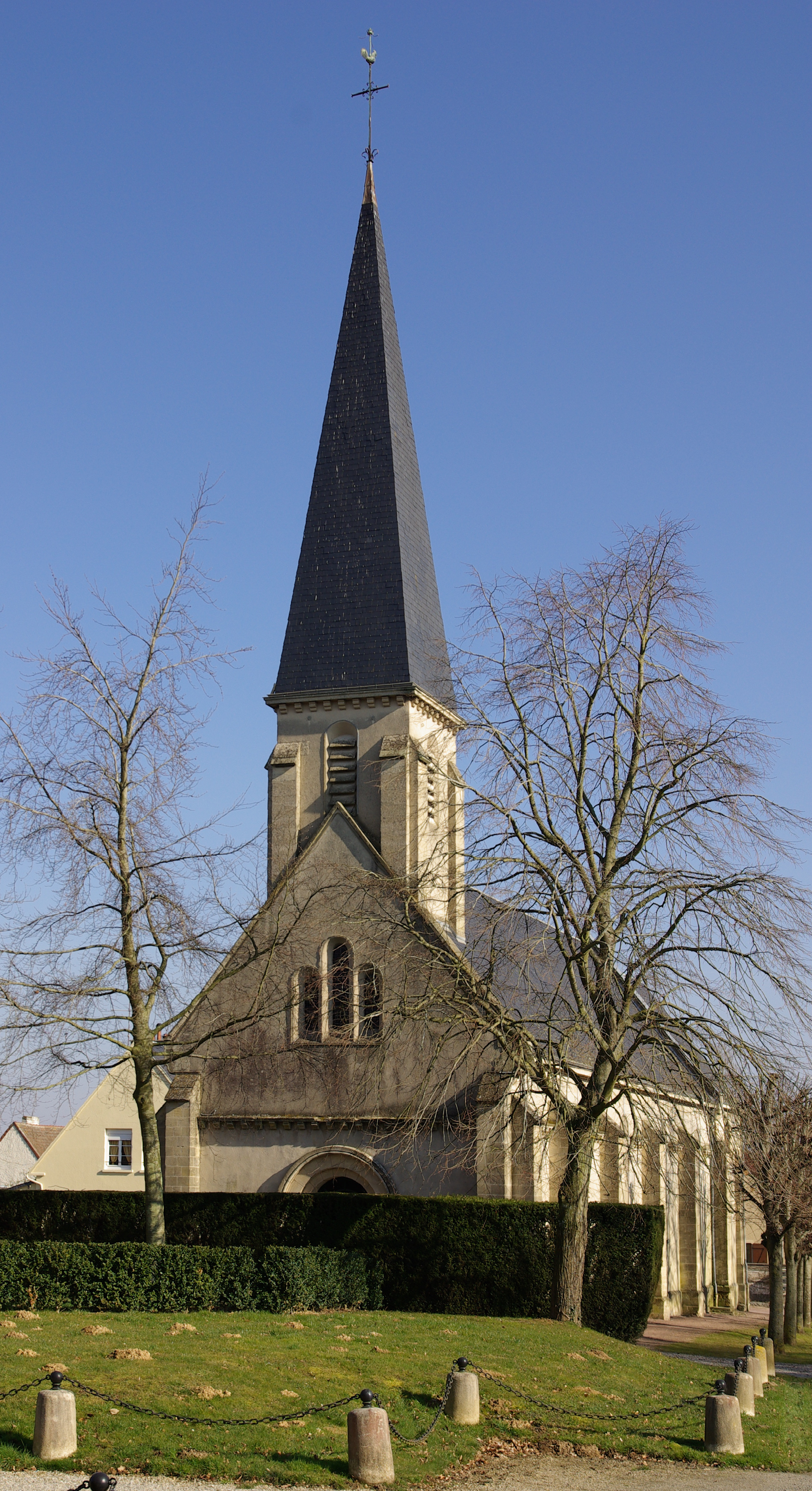
L'église Saint-Martin.
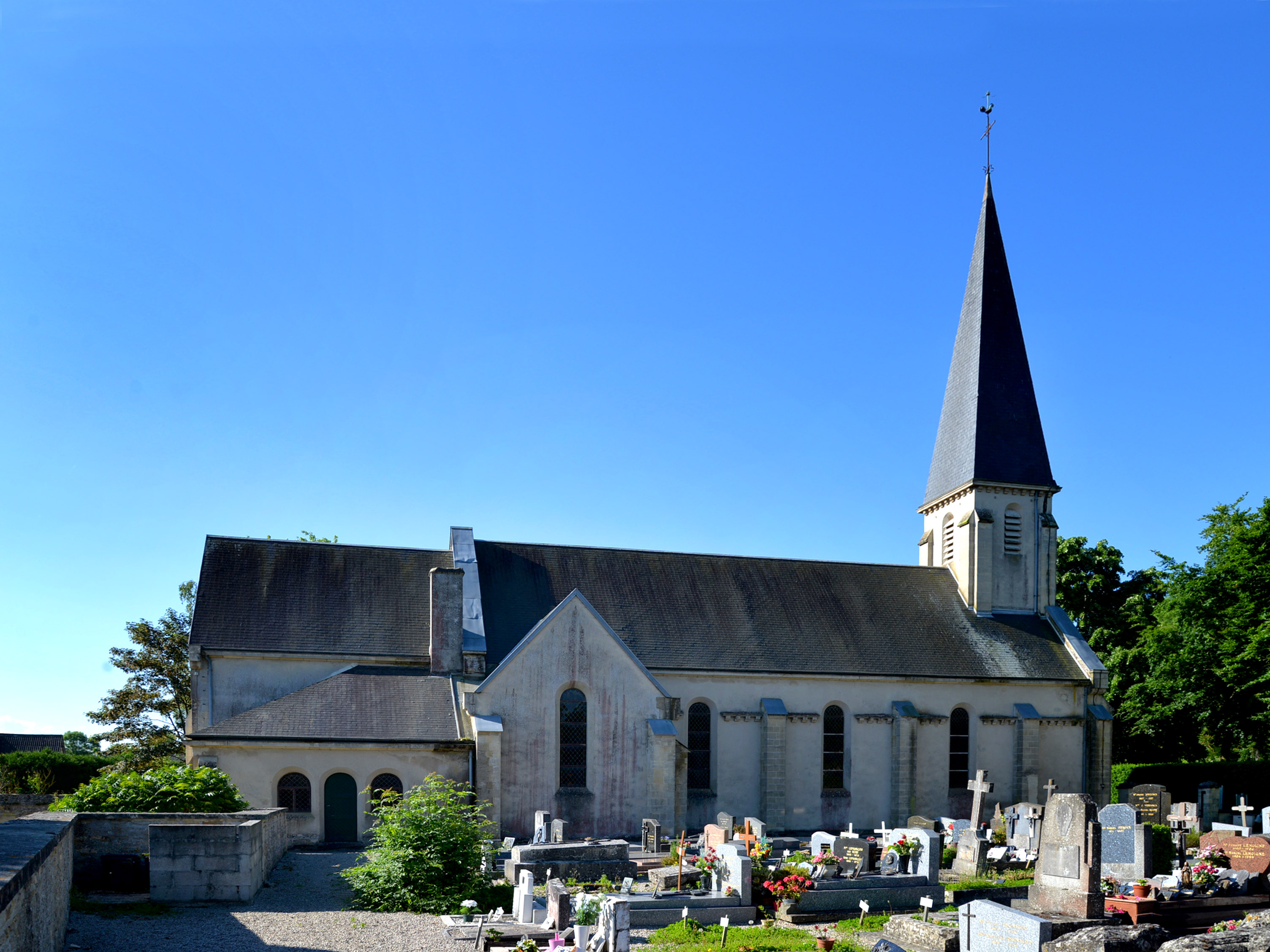
L'église Saint-Martin.
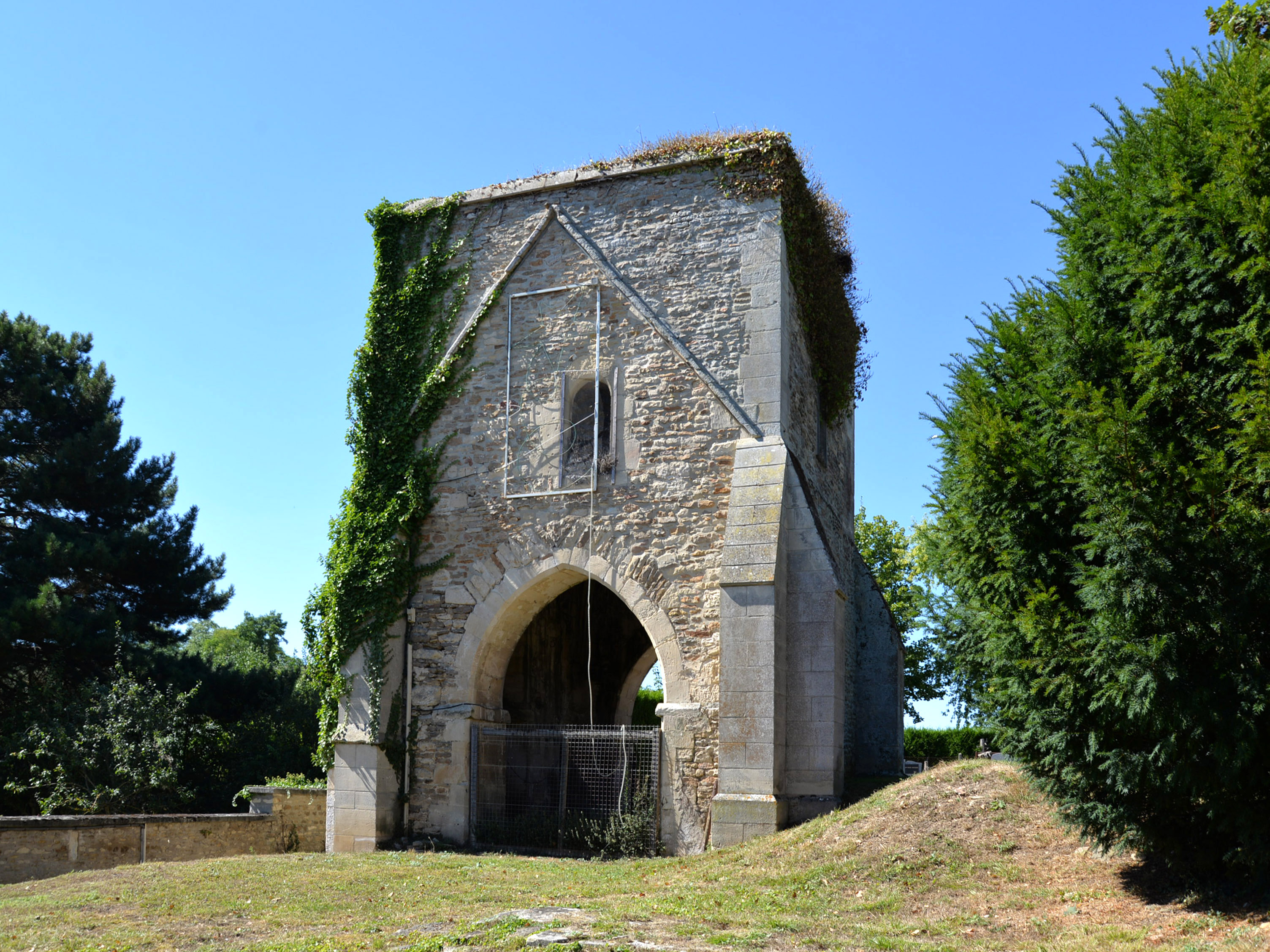
Les vestiges de l'église Saint-Gerbold.
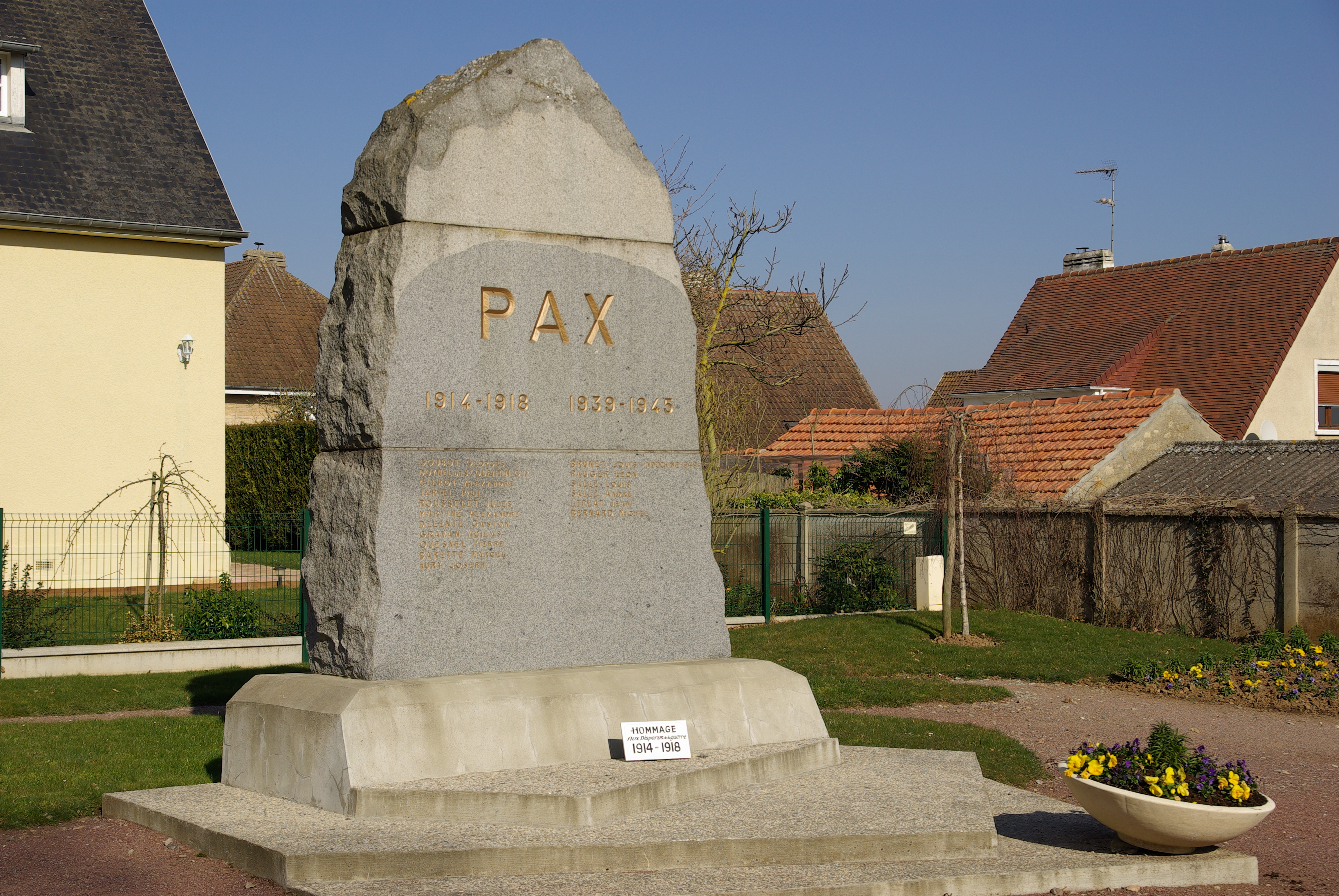
Le mémorial des morts à la guerre.

### Personnalités liées à la commune
- Pierre Lefebvre-Dufresne (1770 La Rochelle - 1839 à Garcelles-Secqueville), homme politique.
- Louis Doynel de Saint-Quentin (1850-1928), homme politique, maire de Garcelles-Secqueville.
- Georges Guynemer est né à Paris le 24 décembre 1894, dans une famille aisée de l'aristocratie normande en partie originaire du Thuit dans l'Eure, mais a passé le plus clair de ses premières années dans le château familial de Garcelles qui appartenait à sa mère, Diane Julie Noémie Doynel de Saint-Quentin.